# Győrladamér
Győrladamér è un comune di 1 288 abitanti situato nella contea di Győr-Moson-Sopron, nell'Ungheria nordoccidentale.
La città è situata tra le città di Győrzámoly e Dunaszeg. Il fiume Ladom (affluente dello Szigetköz), dopo la nominazione del villaggio, scorreva in quest'area paludosa. Il villaggio fu citato per la prima volta in un documento del XII secolo. La chiesa locale fu costruita nel 1946 sulla base di un granaio. Il campanile fu eretto nel 1967, mentre l'interno dell'edificio fu restaurato nel 1997.
Il lago Nádas e la foresta Somos nel basso corso del fiume Szigetköz sono le uniche zone protette situate nel territorio della città. Esso è costituito da esemplari rari, e talvolta unici, in tutta l'Ungheria. Il canale Szavai, che attraversa la città, è importante per la sua economia poiché vi si pratica la pesca.
L’insediamento non è molto lontano dal confine con la Repubblica Ceca.